# Пол Стенли
Стенли Харви Ейсен (на английски: Stanley Harvey Eisen), известен със своето име на сцената Пол Стенли, е американски китарист и вокал на рок групата „Кис“.

## Биография
Преди да влезе в „Кис“, Пол участва в местната група Рейнбоу и Чичо Джо. Чрез общ приятел на Джийн Симънс, Пол се присъединява към групата на Симънс Wicked Lester в началото на 1970 г. През 1971 г. групата записва албум, който никога не излиза. Wicked Lester скоро остава настрана и Стенли и Симънс пускат обяви за китарист и барабанист в различни вестници. Това довежда Питър Крис и Ейс Фрели да се присъдинят към групата, която те кръщават „Кис“. Дебютът на групата е през февруари 1974 г.
През 1999 г. Стенли участва в продукцията на Торонто Фантомът на операта, в която той играе ролята на Фантома. Стенли участва в мюзикъла от 25 май до 1 август и отново същата година от 30 септември до 31 октомври.
През 2001 г. Пол се развежда с жена си Памела Боуен. Те имат син, Евън Шейн Стенли, роден на 6 юни 1994 г.
Стенли силно се нуждае от операция на бедрото, която той получава чак през октомври 2005 г. Поради усложнения по време на операцията, се налага да се направи втора операция през декември същата година, и през декември е обявено, че ще е необходима трета операция.
На 19 ноември 2005 г. Пол Стенли се жени за дългогодишната си приятелка Ерин Сътън в Калифорния. Първото им дете, Колин Майкъл Стенли, се ражда на 6 септември 2006 г. На 28 януари 2009 г. се ражда второто им дете, Сара Бриана. А през септември 2011 г. се ражда и третото им дете, Емили.

### Соло кариера
Стенли много рядко записва или изпълнява извън „Кис“. Все пак записва материал за соло албум през 1987-88 г. Една песен от проекта, Time Traveler, е пуснат в бокс сета на Кис през 2001 г.
През 1989 г. Стенли записва гласа си за главната песен от саундтрака на филма Шокър.